# Семенихин, Владимир Анатольевич
Влади́мир Анато́льевич Семени́хин (род. 31 августа 1967, Петровск-Забайкальский) — российский предприниматель, коллекционер и меценат. Президент фонда культуры «ЕКАТЕРИНА», председатель совета директоров ГК «Стройтэкс». Является владельцем одной из крупнейших частных коллекций.

## Биография
Родился в 1967 году в городе Петровск-Забайкальский. Отец — ветеринар, занимался опасными болезнями (сибирская язва, эбола). Мать — микробиолог. Когда Семенихину было 5 лет семья переехала в Покров. Там окончил среднюю школу.
Окончил строительный факультет Московского инженерно-строительного института им. В. В. Куйбышева (ныне Московский государственный строительный университет).
В 1995 году Семенихин основал свою строительную компанию в Москве под названием «Стройтэкс». На 2024 год является председателем совета директоров. К 2024 году согласно данными сайта компании, её портфель превышает 1,5 млн м2. Корпорация реализовала более 100 проектов (более 60 из них — в городе Мытищи).
В 2004 году Владимир Семенихин защитил диссертацию на соискание учёной степени кандидата экономических наук при диссертационном совете Российского государственного гуманитарного университета на тему «Развитие системы управления промышленными предприятиями государственной и смешанной форм собственности в современной России». В 2013 году сетевое сообщество «Диссернет» обнаружило, что часть информации из диссертации была заимствована из других публикаций.

## Коллекционирование и организация выставок
Семенихин является владельцем одной из крупнейших частных коллекций, которая включает живопись XVIII—XIX веков, авангард, современное искусство. Часть коллекции собрана в личной квартире.
По словам Екатерины Семенихиной, супруги начали собирать предметы искусства в середине 1990-х. На определённом этапе сконцентрировались на произведениях художественного общества «Бубновый валет».
На 2024 год коллекция включает порядка 1,5 тысяч живописных работ, в ней присутствуют скульптуры, инсталляции, фарфор XIX-XX веков, изделия народных промыслов, в частности Палеха (по заказу Семенихина была изготовлена серия работ, посвящённая теме сказок), и художественная коллекция стекла Мурано.
В 2002 году Семенихин с женой основал Фонд культуры «Екатерина». К 2018 году фонд провёл более 70 выставок.
В 2004 году состоялась первая собственная выставка. Экспозиция работ художников общества «Бубновый валет» была представлена в Монте-Карло.
Фонд организовал выставку «Бубновый валет» о русском авангарде в Третьяковской галерее в 2004 и в Русском музее Санкт-Петербурге в 2005 году.
В 2006 году Владимир и Екатерина организовали первую ретроспективную выставку Эрика Булатова.
В 2007 году Семенихин открыл одно из первых частных выставочных пространств в центре Москвы. В 2008 году там прошла выставка «Эпоха Грейс Келли, принцессы Монако».
В 2009-м Семенихин совместно с Третьяковской галереей и Новым Национальным музеем Монако организовал выставку, приуроченную к юбилею балетной антрепризы, основанной Сергеем Дягилевым, — «Видение танца».
В марте 2022 года фонд Семенихина провёл выставку «Я так вижу» в честь юбилея фонда. В экспозиции были представлены работы Петра Кончаловского, Виктора Пивоварова и Владимира Дубосарского и др.
К 2024 году «Екатерина» выпустила более 20 художественных альбомов, каталогов и других изданий. Издательской деятельностью фонд занимается с 2004 года.

## Награды
- Премия «За поддержку современного искусства России» в области современного искусства «Инновация»[17]
- Кавалер ордена Святого Карла (2018, Монако)[18].
- Кавалер ордена Культурных заслуг (2011, Монако)[19].
- Офицер ордена Почётного Легиона (2017, Франция)[20].
- Кавалер ордена Почётного Легиона (2013, Франция)[21].
- Знак отличия «За благодеяние» (18 июля 2018 года, Россия) — за плодотворную деятельность по сближению и взаимообогащению культур наций и народностей[22].

## Участие в профессиональных, общественных и благотворительных организациях
- Член комиссии по присуждению Премии имени А. Н. Косыгина Российского союза товаропроизводителей[23]
- Член совета друзей Океанографического музея Монако[24]
- Член комитета по привлекательности Монако[25]
- Член попечительского совета Мультимедиа Арт музея[26]